# Pentastemonodiscus monochlamydeus
Pentastemonodiscus monochlamydeus  es la única especie del género monotípico Pentastemonodiscus,  perteneciente a la familia de las cariofiláceas. Es  originaria de Afganistán en Nawar Kotal.

## Taxonomía
Pentastemonodiscus monochlamydeus fue descrita por   Karl Heinz Rechinger y publicado en Oesterreichische Akademie der Wissenschaften : Mathematisch-Naturwissenschaftliche Klasse : Denkschriften 102: 11. 1965.